# Wieslet
Wieslet è una frazione del comune tedesco di Kleines Wiesental, nel Baden-Württemberg.

Conta (2007) 596 abitanti.

## Storia
Wieslet fu nominata per la prima volta nel 1157.

Costituì un comune autonomo fino al 1º gennaio 2009.